# Michel Erhart
Michel Erhart ou Michael Erhart, né entre 1440 et 1445 et mort après 1522 à Ulm, est un sculpteur sur bois et sur pierre allemand de style « gothique tardif » qui a travaillé et vécu à Ulm.

## Éléments biographiques
Après ses années de compagnonnage qui le conduisent entre autres à  Constance et à Strasbourg, et probablement aussi aux Pays-Bas, Erhart s'installe à Ulm, alors ville libre d'Empire. Sa présence y est documentée de 1469 à 1522.
À Ulm, Erhart travaille d'abord dans l'atelier de Jörg Syrlin l'Ancien et participe à la décoration du cœur du  Ulmer Münster. Il reçoit ensuite une commande pour de quelques panneaux pour le maître-autel perdu du Münster ; à partir de 1474, Erhart a son propre atelier avec plusieurs compagnons. Son œuvre est poursuivie par ses fils Gregor Erhart et Bernhard Erhart. 
Michel Erhart reçoit aussi des commandes en dehors d'Ulm : ainsi, Ulrich Fugger commande en 1485 un retable dédié à saint Denis pour la basilique Saint-Ulrich-et-Sainte-Afre d'Augsbourg. Les relations avec Augsbourg et les Fugger sont fortifiées par le mariage des deux filles de Michel Erhart avec des membres de la famille Fugger, et leur déménagement à Augsbourg. En 1494, le fils Gregor les suit à Augsbourg, où il installe son propre atelier, ce qui n’empêche pas d'autres commandes de la contrée. Ainsi, le monastère Saint-Ulrich lui achète deux crucifix en 1495 et commande, en 1509,  deux anges suspendus. En 1493, l'abbaye de Weingarten lui commande, avec Hans Holbein l'Ancien un retable dont ne restent que des panneaux peints, conservés à la cathédrale d'Augsbourg.  Le crucifix de l’église Saint-Michel de Schwäbisch Hall de 1494 est la seule œuvre signée de Michel Erhart.
À une époque plus tardive, Michel Erhart est aidé, dans son atelier d'Ulm, par son fils Bernard, avec lequel il réalise encore en 1516-1518 des sculptures en pierre pour un calvaire sur la façade sud de la cathédrale. 
Dans son style, Erhart montre l'influence du style réaliste et sensible aux volumes initié par le sculpteur flamand Nicolas Gerhaert de Leyde et dont il a étudié les œuvres à Strasbourg ; il a peut-être même travaillé dans son atelier. On retrouve aussi des influences du peintre Rogier van der Weyden.

## Œuvres (sélection)
Les œuvres les plus célèbres de Michel Erhart comprennent les jouées des bancs des stalles dans la cathédrale d'Ulm, anciennement attribuées à Jörg Syrlin l'Ancien.
- Jouées des stalles de la cathédrale d'Ulm, 1469–1474.
- Maitre-autel de la cathédrale d'Ulm, disparu lors de l'épisode iconoclaste du  9 juin 1531.
- Buste-reliquaire de Marie Madeleine en habit de cour bourguignonne, aussi appelé Die schöne Ulmerin, vers 1475-1480[4].
- Chevalier du Fischkastenbrunnen d'Ulm, 1482.
- Crucifix de la chapelle de la famille Besserer de la cathédrale d'Ulm, après 1490.
- Crucifix dans l'église Saint-Michael de Schwäbisch Hall, 1494 (porte sa signature)
- Crucifix suspendu « Chorbogen-Kruzifix » dans l'église Saint-Martin de Landshut, 1495[5]
- Retable de Marie à Lautern, 1509.
- Figures de la caisse du maître-autel de l’abbaye de Blaubeuren, 1493.
- Vierge de miséricorde de Ravensbourg, 1480.

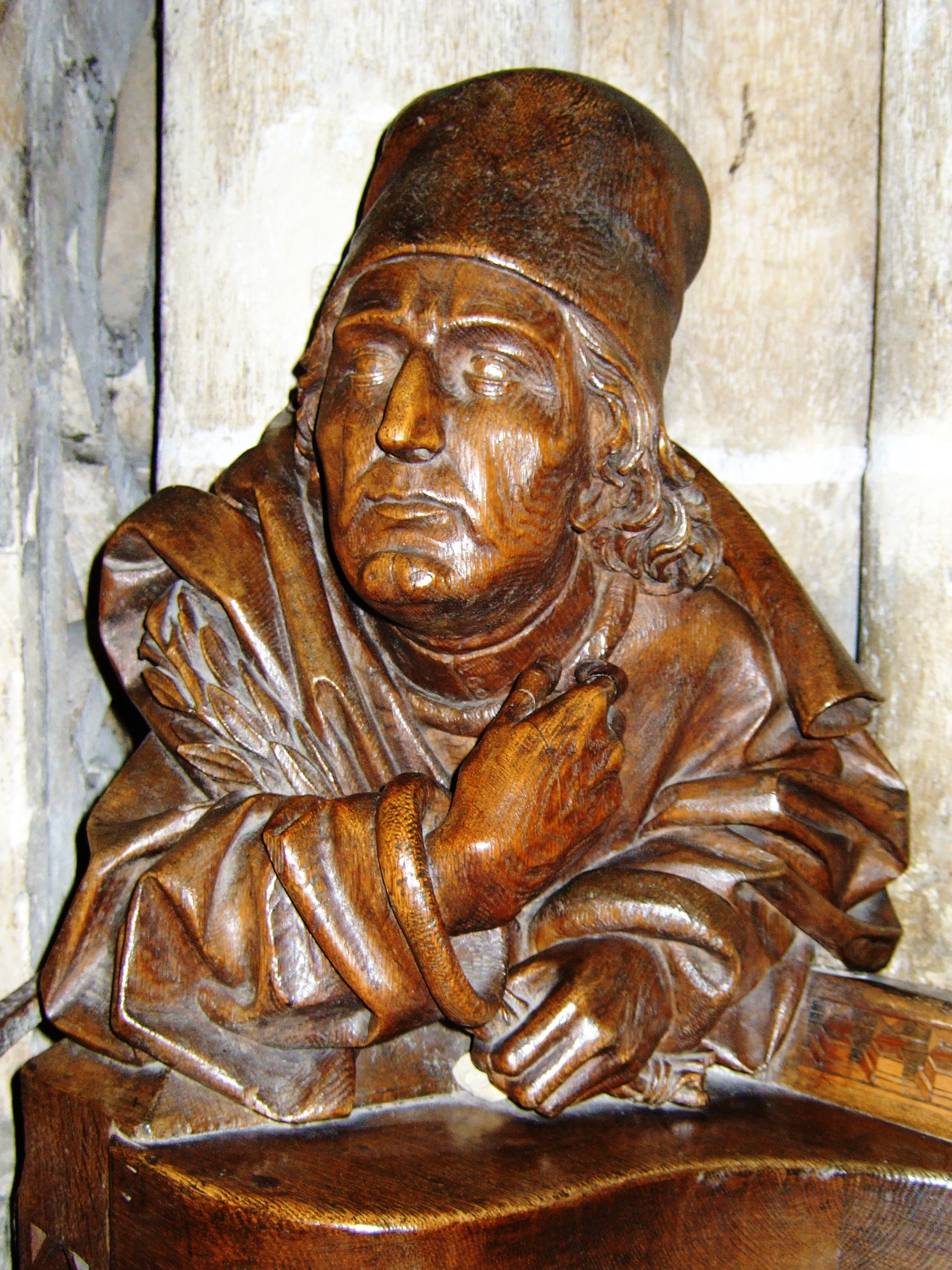
Buste de Virgile, stalles
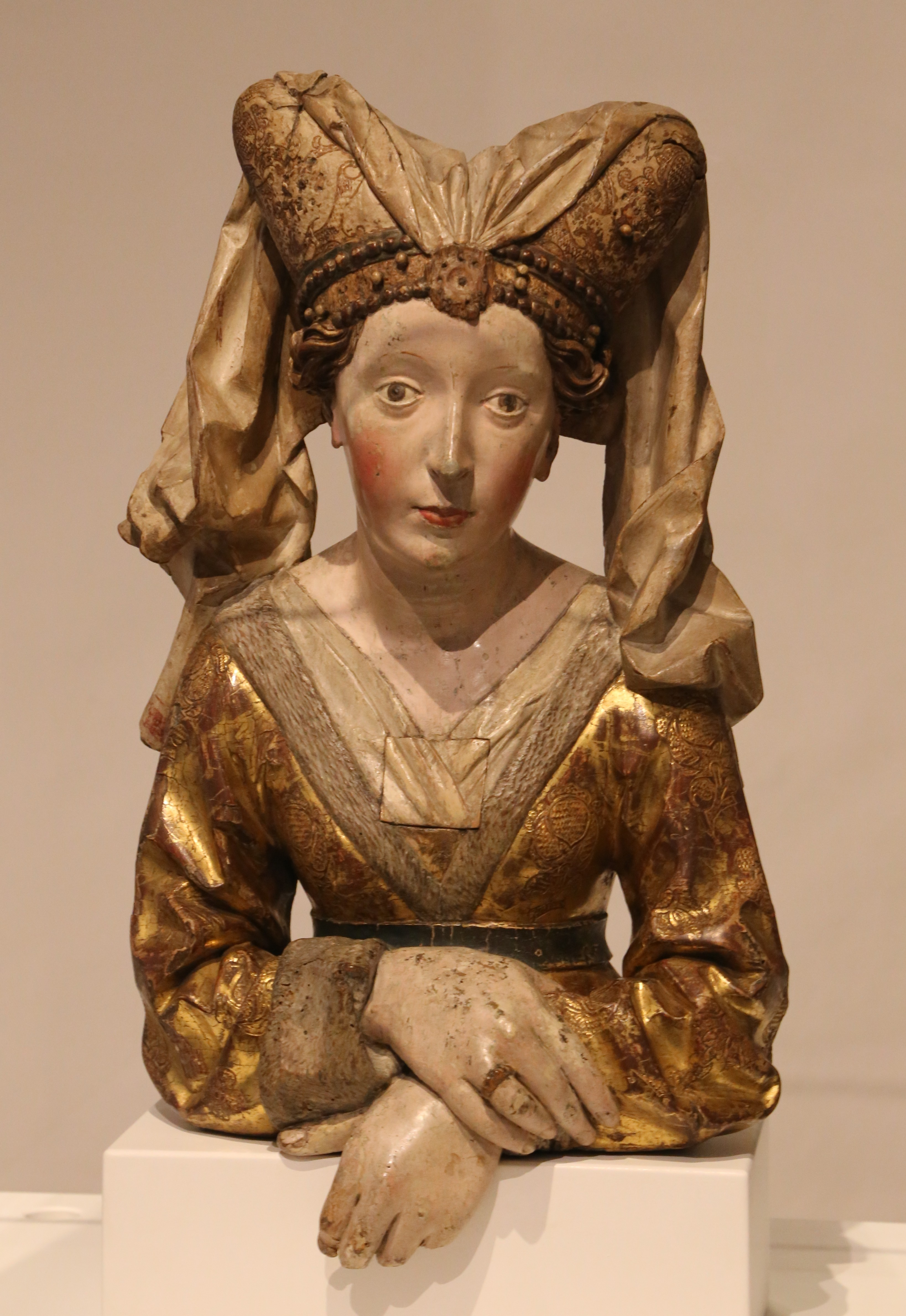
Buste-reliquaire Die schöne Ulmerin 1475-1480.
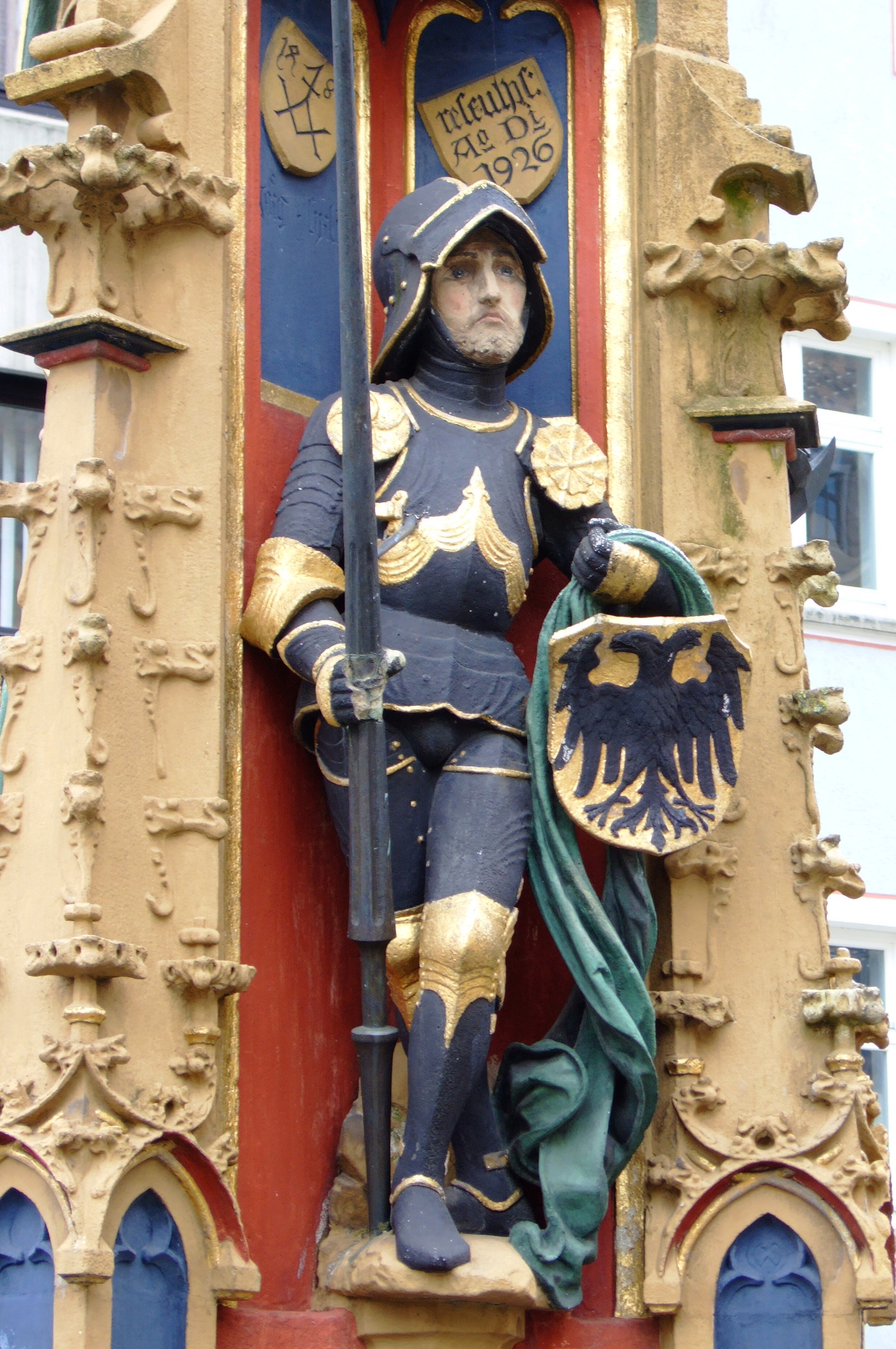
Chevalier du Fischkastenbrunnen
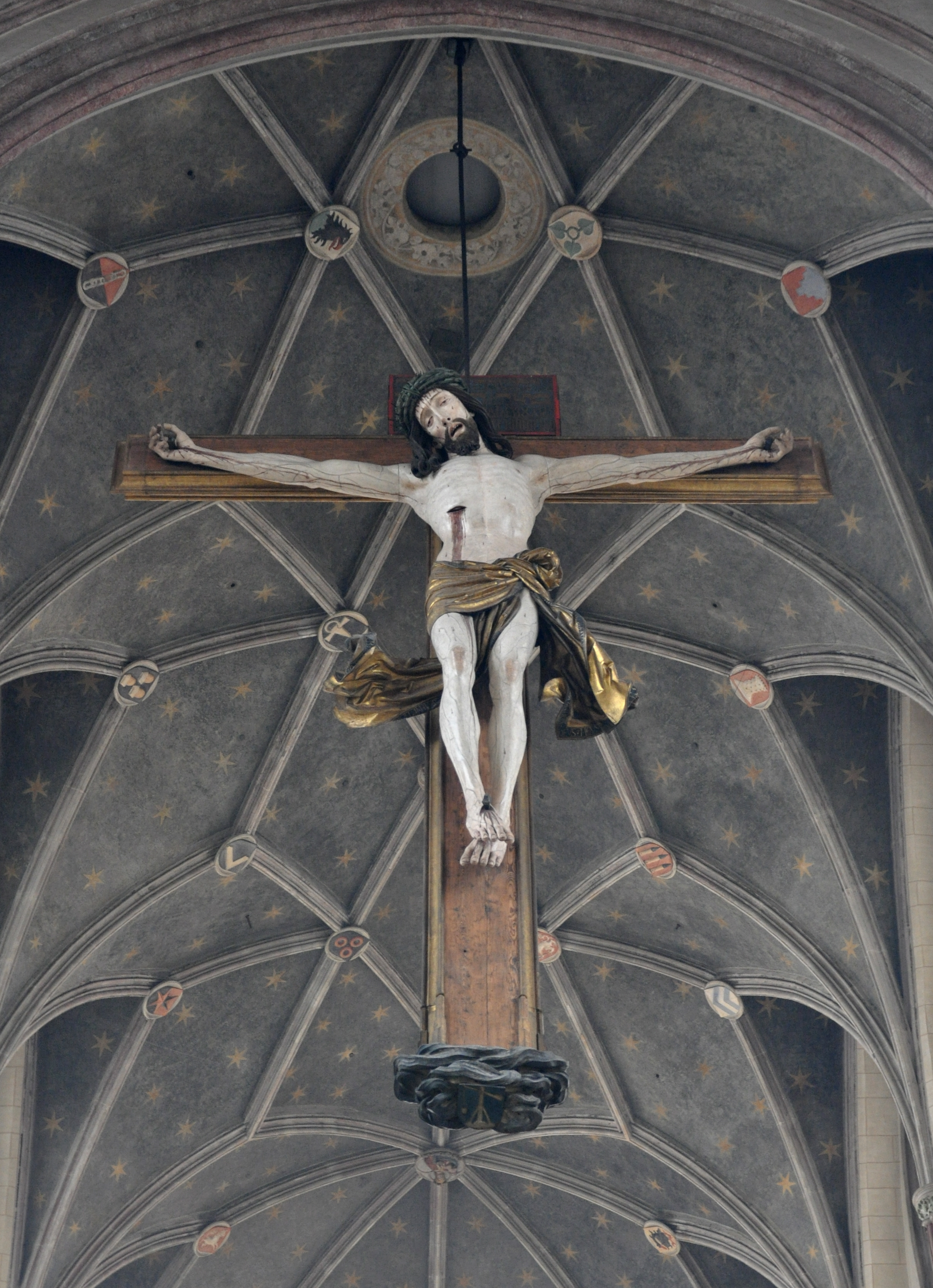
Crucifix suspendu, église Saint-Martin (Landshut), 1495.
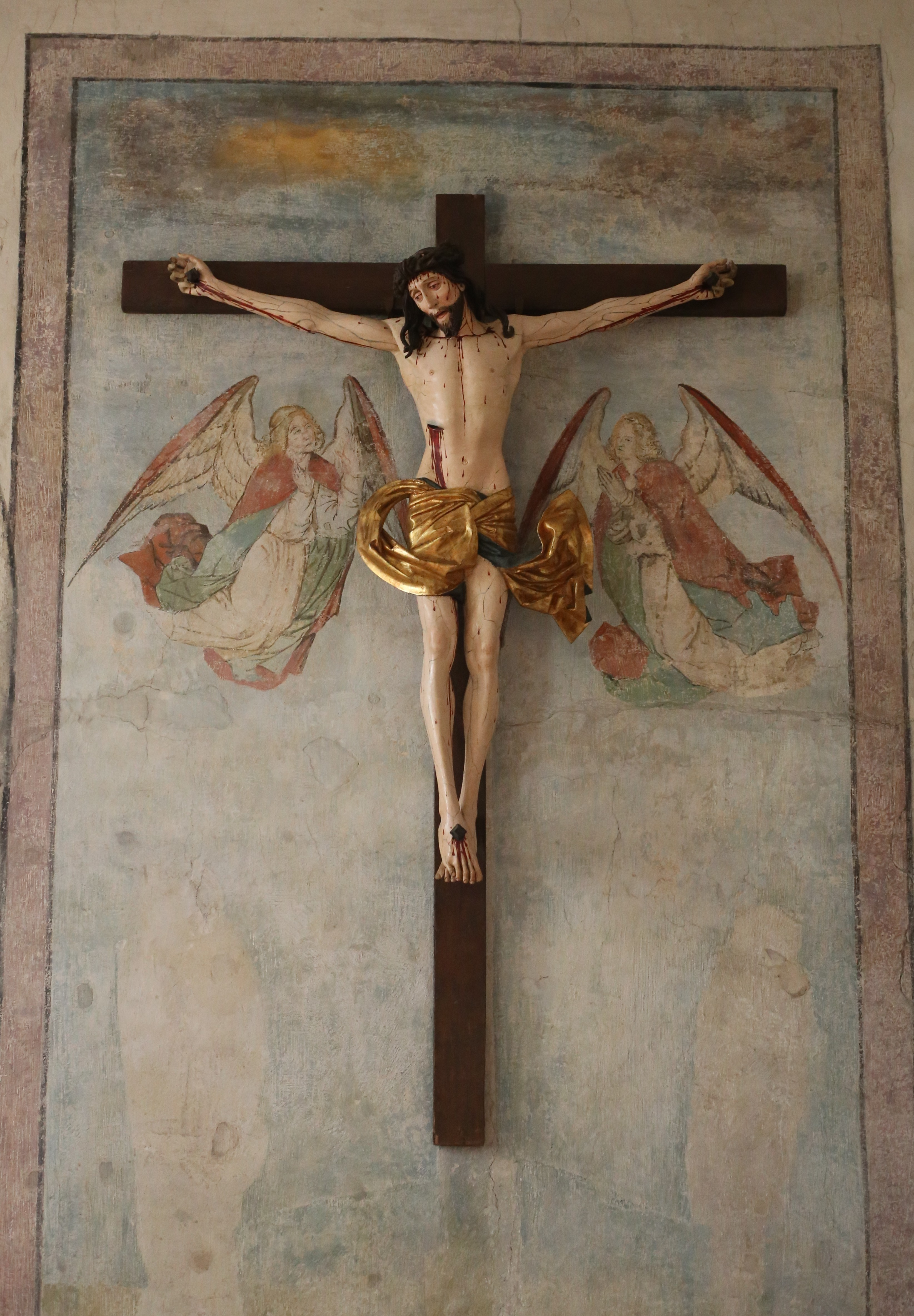
Crucifix de la chapelle Besserer, cathédrale d'Ulm, après 1490.

### Le  maître-autel de Blaubeuren

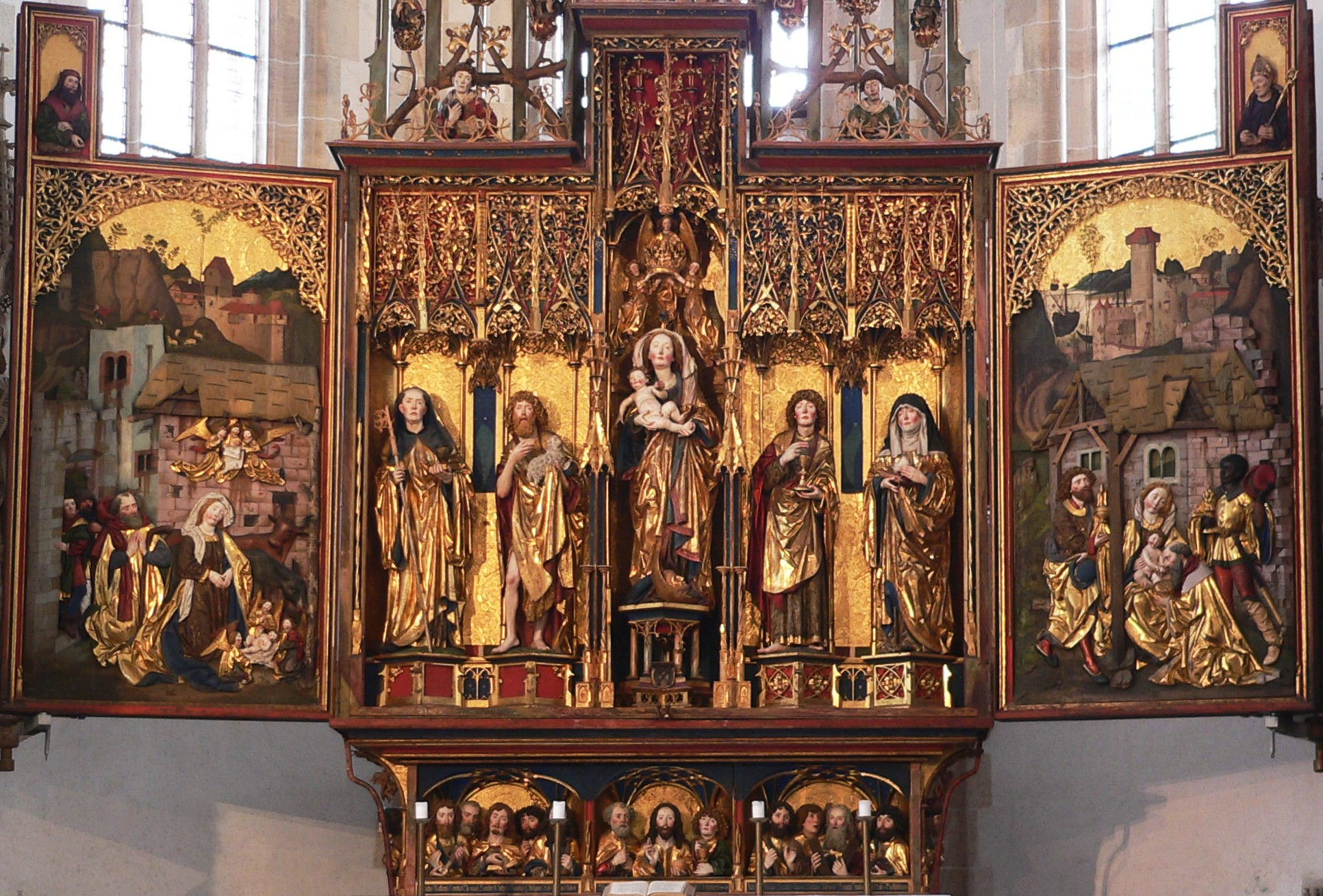
Maître-autel de Blaubeuren, 1493.

Une des œuvres importantes est le maître-autel de l’église de l'ancienne abbaye bénédictine de Blaubeuren : réalisé entre 1493 et 1494 par Michel Erhart et son fils Gregor Erhart, il a une hauteur de près de douze mètres. C'est un retable avec une caisse centrale à décor sculpté et deux paires de volets à décor sculpté et peint. 
La prédelle est divisée en trois champs par des colonnettes à pinacles, reliées par des voûtes. Les personnages, en relief et en buste,  sont au centre Jésus-Christ entouré des apôtres Pierre et de Jean l’Évangéliste, dans les deux autres champs chaque fois cinq autres apôtres. 
Au centre de la huche est une statue de la Vierge à l'Enfant en ronde bosse, debout sur une demi-lune, juchée sur un piédestal plus haut que celui des figures à ses côtés. À gauche Jean-Baptiste et saint Benoît, fondateur de l'ordre des Bénédictins, à droite Jean l'Évangéliste et sainte Scolastique, fondatrice de la branche féminine de l'ordre des Bénédictines.
Le volet gauche montre une Nativité, le volet droit une Adoration des mages, les deux en relief sur fond peint. Au centre de la superstructure une figure du Christ de douleur, entouré de deux anges portant les instruments de la Passion. Dans les superstructures latérales on voit Marie et Jean et, en-dessous d'eux, à chaque fois trois saints. Les petits panneaux au-dessus des volets montrent à gauche Heinrich Fabri, évêque et abbé, et à droite le duc Eberhard V de Wurtemberg.